# Prezidentské volby v Polsku 1990

Vítězové prvního kola podle vojvodství

Vítězové druhého kola podle vojvodství

V polských prezidentských volbách byl 25. listopadu 1990 zvolen Lech Wałęsa, zakladatel nezávislých odborů Solidarita. V prvním kole se 2. října o funkci prezidenta ucházelo 6 kandidátů, z nichž nejvíce hlasů získal Lech Wałęsa (39,96 %), polský podnikatel podnikající v USA Stanisław Tymiński (23,1 %), premiér Tadeusz Mazowiecki (18,08 %) a pozdější premiér Włodzimierz Cimoszewicz (9,21 %). První dva kandidáti se 25. listopadu utkali ve druhém kole. Lech Wałęsa získal 74,25 % a Stanisław Tymiński 25,75 % hlasů. Volební účast byla 60,6 % v prvním kole a 53,4 % ve druhém kole.
Dosavadní prezident Wojciech Jaruzelski byl zvolen parlamentem 19. července 1989 na základě dohody mezi komunistickým režimem a sílící opozicí u kulatého stolu. Za opozici naopak získal funkci premiéra Tadeusz Mazowiecki, jeden z vůdců odborové organizace Solidarita. Wojciechu Jaruzelskému pak bylo zkráceno pětileté funkční období, aby mohly v roce 1990 proběhnout první svobodné a přímé volby.